# Футболіст року в Нідерландах
Голландський футболіст року — це звання найкращого футболіста нідерландської Ередивізі.

## Історія

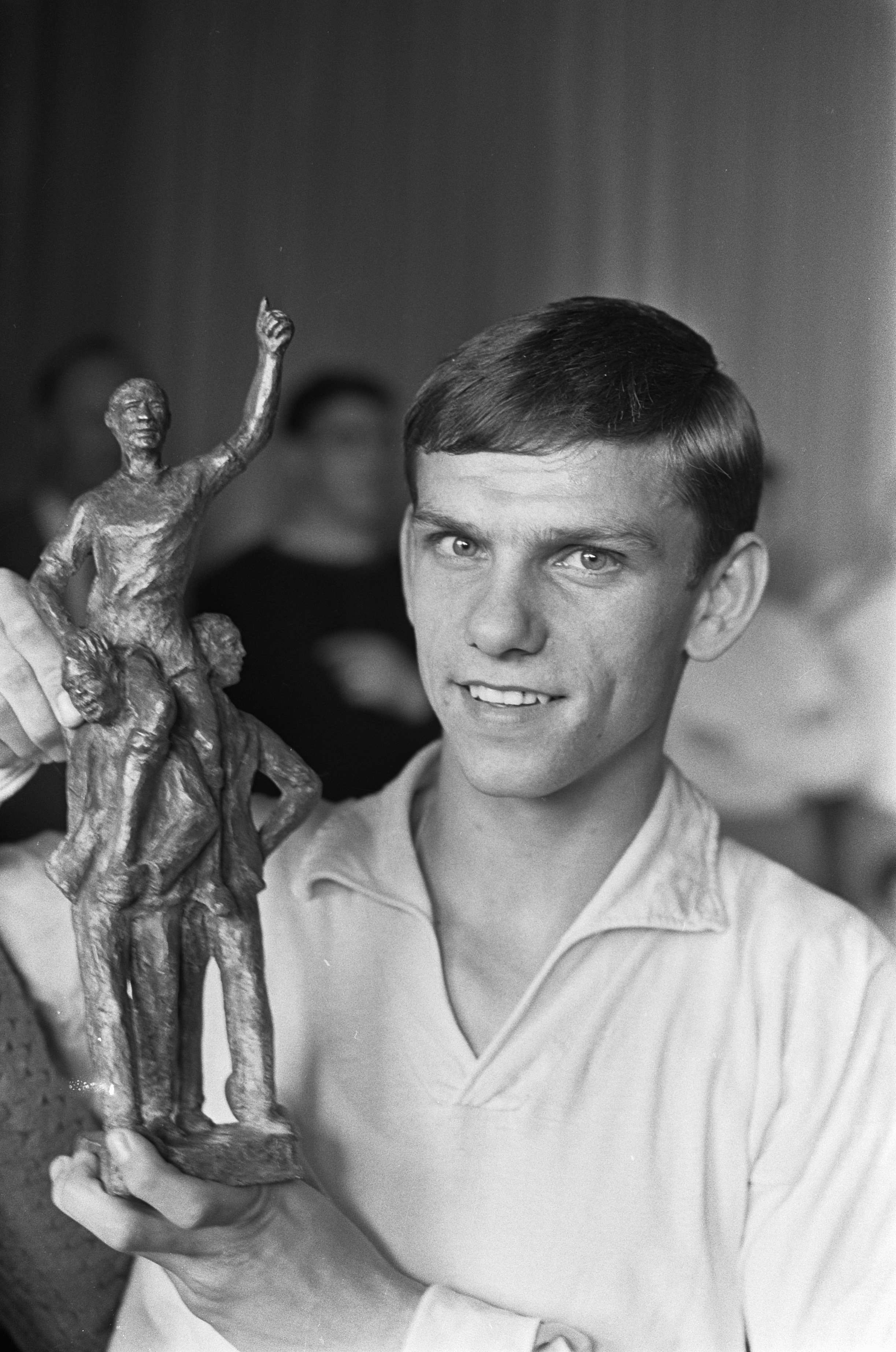
Віллі Далленс з трофеєм Eddy PG (1966).

У 1962 році Вік Стінберген, член правління фан-клубу Едді Пітерс Графланда, виступив з ідеєю організувати вибори найкращого футболіста року. Оскільки цей клуб не мав популярності, з 1966 року організація перейшла до рук журналу Revue, а пізніше NOS.
| рік      | Переможець           | Клуб       |
| -------- | -------------------- | ---------- |
| 1963 рік | Рейнір Крейермаат    | Феєнорд    |
| 1964 рік | Кун Мулейн           | Феєнорд    |
| 1965 рік | Кун Мулейн           | Феєнорд    |
| 1966 рік | Віллі Далленс        | Сіттардія  |
| 1967 рік | Едді Пітерс Графланд | Феєнорд    |
| 1968 рік | Йоган Кройф          | Аякс       |
| 1969 рік | Герт Балс            | Аякс       |
| 1970 рік | Рінус Ісраел         | Феєнорд    |
| 1971 рік | Вім ван Ганегем      | Феєнорд    |
| 1972 рік | Йоган Кройф          | Аякс       |
| 1973 рік | Віллі Брокамп        | МВВ        |
| 1974 рік | NB                   |            |
| 1975 рік | Рінус Ісраел         | Ексельсіор |

## Золота бутса
З 1982 року «Золоту бутсу» вручають найкращому футболісту голландської Ередивізі. Приз присуджується на основі оцінок, які журналісти De Telegraaf та Voetbal International надають гравцям щотижня. Гравці повинні зіграти мінімальну кількість ігор. Раніше принаймні дві третини ігор, зіграних гравцем, повинні були отримати оцінку, пізніше це було змінено: чотири найгірші бали гравця відкидаються. На практиці це означає, що якщо ви пропустите п'ять і більше матчів, у вас немає шансів виграти титул.
| рік     | Переможець        | Клуб      |
| ------- | ----------------- | --------- |
| 1981/82 | Мартін Хаар       | Гарлем    |
| 1982/83 | Піт Схрейверс     | Аякс      |
| 1983/84 | Йоган Кройф       | Феєнорд   |
| 1984/85 | Франк Райкард     | Аякс      |
| 1985/86 | Рууд Гулліт       | ПСВ       |
| 1986/87 | Франк Райкард     | Аякс      |
| 1987/88 | Гералд Ваненбург  | ПСВ       |
| 1988/89 | Гералд Ваненбург  | ПСВ       |
| 1989/90 | Едвард Стюрінг    | Вітессе   |
| 1990/91 | Генні Меєр        | Гронінген |
| 1991/92 | Джон Метгод       | Феєнорд   |
| 1992/93 | Марк Овермарс     | Аякс      |
| 1993/94 | Ед де Гуй         | Феєнорд   |
| 1994/95 | Данні Блінд       | Аякс      |
| 1995/96 | Данні Блінд       | Аякс      |
| 1996/97 | Яп Стам           | ПСВ       |
| 1997/98 | Едвін ван дер Сар | Аякс      |
| 1998/99 | Майкл Молс        | Утрехт    |
| 1999/00 | Єжи Дудек         | Феєнорд   |
| 2000/01 | Йоган Фогель      | ПСВ       |
| 2001/02 | Крістіан Ківу     | Аякс      |
| 2002/03 | Дірк Кейт         | ФК Утрехт |
| 2003/04 | Максвелл          | Аякс      |
| 2004/05 | Марк ван Боммел   | ПСВ       |

## Футболіст року Ередивізі
Нагорода «Футболіст року Eredivisie» щорічно присуджується голландськими професійними футболістами з 1984 року та вручається на гала-церемонії VVCS. На цьому ж гала-вечорі вручають нагороди «Найкращий футболіст року в Голландії» з першого дивізіону та «Найкращий талант року в Голландії». До 1997 року нагорода вручалася за календарний рік, після чого перейшли на вручення за сезон.
| Jaar    | Winnaar           | Club    |
| ------- | ----------------- | ------- |
| 1984    | Рууд Гулліт       | Феєнорд |
| 1985    | Марко ван Бастен  | Аякс    |
| 1986    | Рууд Гулліт       | ПСВ     |
| 1987    | Роналд Куман      | ПСВ     |
| 1988    | Роналд Куман      | ПСВ     |
| 1989    | Ромаріу           | ПСВ     |
| 1990    | Ян Ваутерс        | Аякс    |
| 1991    | Денніс Бергкамп   | Аякс    |
| 1992    | Денніс Бергкамп   | Аякс    |
| 1993    | Ярі Літманен      | Аякс    |
| 1994    | Рональд де Бур    | Аякс    |
| 1995    | Люк Ніліс         | ПСВ     |
| 1996    | Рональд де Бур    | Аякс    |
| 1997    | Яп Стам           | ПСВ     |
| 1998/99 | Руд ван Ністелрой | ПСВ     |
| 1999/00 | Руд ван Ністелрой | ПСВ     |
| 2000/01 | Марк ван Боммел   | ПСВ     |
| 2001/02 | П'єр ван Гойдонк  | Феєнорд |
| 2002/03 | Матея Кежман      | ПСВ     |
| 2003/04 | Максвелл          | Аякс    |
| 2004/05 | Марк ван Боммел   | ПСВ     |

## Об'єднання
У 2006 році обидві премії об'єдналися. Відтоді футболіст року отримує голландську «Золоту бутсу», а нагорода вручається на гала-церемоні VVCS.
| рік     | Переможець                                 | Клуб                                       |
| ------- | ------------------------------------------ | ------------------------------------------ |
| 2005/06 | Дірк Кейт                                  | Феєнорд                                    |
| 2006/07 | Афонсо Алвес                               | СК Херенвен                                |
| 2007/08 | Джон Гейтінга                              | Аякс                                       |
| 2008/09 | Мунір Ель-Хамдауї                          | AZ                                         |
| 2009/10 | Луїс Суарес                                | Аякс                                       |
| 2010/11 | Тео Янссен                                 | ФК Твенте                                  |
| 2011/12 | Ян Вертонген                               | Аякс                                       |
| 2012/13 | Вільфред Боні                              | швидкість                                  |
| 2013/14 | Дейлі Блінд                                | Аякс                                       |
| 2014/15 | Джорджиньо Вейналдум                       | ПСВ                                        |
| 2015/16 | Деві Классен                               | Аякс                                       |
| 2016/17 | Карім Ель-Ахмаді                           | Феєнорд                                    |
| 2017/18 | Хакім Зієш                                 | Аякс                                       |
| 2018/19 | Маттейс де Лігт                            | Аякс                                       |
| 2019/20 | Не присуджено через незавершений чемпіонат | Не присуджено через незавершений чемпіонат |
| 2020/21 | Душан Тадич                                | Аякс                                       |
| 2021/22 | Коді Гакпо                                 | ПСВ                                        |
| 2022/23 | Оркун Кекчю                                | Феєнорд                                    |

## Маленькі дрібниці
У 2007 році Алекс Родріго Діас да Коста посів друге місце з п'ятьма пропущеними матчами, що означало, що один матч зараховувався йому як «нуль». Якби він отримав ще одну оцінку, то став би володарем нагороди.